# Chrotogale owstoni
Pour les articles homonymes, voir Owston.
Genre
Espèce
Statut de conservation UICN

 EN A2bcd+3bcd+4cd : En danger
Statut CITES
La Civette palmiste d'Owston (Chrotogale owstoni) est un mammifère carnivore nocturne de la famille des viverridés. C'est la seule espèce du genre Chrotogale.

## Description
La civette palmiste d'Owston est une espèce de la taille d'un chat domestique. Elle a un corps svelte mesurant environ 90 cm, des pattes courtes et une fourrure gris-jaune à bandes noires. C'est une grimpeuse agile mais elle passe une grande partie de son temps au sol où elle se nourrit de vers et d'autres invertébrés. C'est un animal nocturne et solitaire.

## Répartition
En 1982, on ne connaissait que quinze spécimens conservés dans des musées.
Aujourd'hui, on sait que cette espèce est présente au Laos et au Vietnam dans les forêts tropicales humides. Elle est considérée comme peut-être éteinte en Chine méridionale.

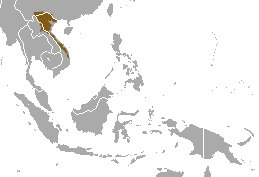
Répartition de la civette palmiste de Owston